# Шульман, Басиния Романовна
Баси́ния Рома́новна Шу́льман (род. 9 декабря 1969, Москва, РСФСР, СССР) ― российская пианистка, продюсер и общественный деятель. Представительница русской фортепианной школы. Лауреат международных конкурсов. С сентября 2022 года — художественный руководитель ГБУК города Москвы «Москонцерт».

## Биография
Родилась в Москве в 1969 году в семье известного тележурналиста и программистки. Отец — Роман Борисович Басов (Шульман), телевизионный журналист. Мать — Галина Израилевна Шульман, программист и математик. С 1977 до 1988 года училась в московской средней специальной музыкальной школе имени Гнесиных.
В 1994 году окончила Московскую государственную Консерваторию имени П. И. Чайковского (класс профессора Элисо Вирсаладзе). С 1994 по 1995 год проходила аспирантскую стажировку в Брюссельской консерватории (руководитель – Евгений Могилевский).
Увлекается джазовым вокалом, кино, горными лыжами, живописью.

## Творческая деятельность
Исполнительские предпочтения Басинии Шульман меняются со временем, но неизменной остается приверженность музыке Иоганна Себастьяна Баха и музыкальной романтике XIX-XX веков. Выступая в роли пианистки и продюсера, Басиния Шульман создала более 20 музыкально-образовательных и музыкально-театральных проектов, которые с большим успехом демонстрируются на самых значимых российских сценах: Московском международном доме музыки, Большом зале Московской консерватории и в Геликон-опере, а также устраивает международные фестивали русской культуры за рубежом. С 2006 года пианистка работает в кинематографе в качестве музыкального редактора. В сентябре 2022 года назначена художественным руководителем и заместителем директора Государственного бюджетного учреждения культуры города Москвы «Москонцерт».

### Гастроли
Начала гастролировать ещё в студенчестве. Выступала с мировым турне на борту лайнера Queen Elizabeth 2, является постоянной участницей  музыкальных фестивалей разных стран. Принимала участие в фестивалях  в Кройте (Германия), Кольмаре, Вальберге (Франция), Москве, Санкт-Петербурге («Дворцовый Петербург»), Амстердаме («Вечера на Амстеле») и многих других. Выступала с оркестрами  "Виртуозы Москвы", «Новая опера», «Оркестр Москвы», «Московская камерата», Государственным академическим камерным оркестром России под управлением Константина Орбеляна, Симфоническим оркестром Кинематографии, филармоническими оркестрами Испании, Бразилии, Литвы и других стран. Выступала на борту ледокола "Ленин" г.Мурманск. Выступала с концертами в Антарктиде.
Басиния Шульман много гастролирует по России и за рубежом в качестве солистки, в составах камерных ансамблей, солистки с оркестром и в рамках театрально-музыкальных проектов. Выступает в таких залах, как Большой зал Московской консерватории, Концертный зал имени П. И. Чайковского, Московский международный дом музыки, Концертный зал «Зарядье», Альберт-холл в Лондоне, Бетховен-холл в Бонне, Городской театр Сан-Паулу, Maksoud Plaza в Сан-Паулу, Gran Teatro Valencia и других.

### Сотрудничество с музыкантами
Кроме сольной деятельности Басиния Шульман активно выступает в камерном жанре, сотрудничает с джазовыми музыкантами. Среди её партнеров: Александр Князев, Александр Гиндин, Гайк Казазян, Юрий Башмет и Вадим Репин, «Квартет имени Бородина, ансамбли с солистами оркестров Солисты Москвы» и «Виртуозы Москвы», итальянский саксофонист Федерико Мондельчи, лауреат премии «Грэмми» джазовый пианист Милчо Левиев, Жоао Донато, джазовый саксофонист Алексей Козлов. Является автором проекта «Москва-Рио-Нью-Йорк» с Милчо Левиевым и проекта «Классика, джаз и салон 20-х» с Алексеем Козловым.
Несколько раз выступала на борту ледокола «Ленин» в Мурманске.
В 2022 году Басиния Шульман выступила с сольными концертами в Антарктиде.

### Музыкальные проекты и фестивали
Басиния Шульман продюсирует различные музыкальные проекты и программы, которые с успехом идут на различных площадках России и других стран, а также является продюсером музыкальных фестивалей и проектов, ведёт деятельность куратора музыкальных сезонов в музеях-усадьбах Архангельское, Поленово и Царицыно.
Пианистка является автором многих проектов в жанре кроссовер.

### Музыкальные и драматические постановки
- 2010 – «Москва - Рио – Нью-Йорк» с участием Жоао Донато, Милчо Левиев и других.
- 2011 – «Классика, джаз и салон 20-х» с участием Алексея Козлова (саксофон), Хью Винна (вокал) и других.
- 2012 – детская музыкально-образовательная программа о клавишных инструментах «О чем поют клавиши».
- 2013 – «Emotion-music» (кроссовер джаз + классика).
- 2013 – концертная фантазия по письмам и дневникам «Шопен. Жорж Санд» (Йосси Тавор – рассказчик, Басиния Шульман – фортепиано)[15].
- 2013 – «Полеты во мне и наяву» с участием Ольги Тумайкиной.
- 2013 – музыкальная сказка для детей «Рождественская история».
- 2014 – «Годы странствий. Чайковский, Прокофьев, Рахманинов» с участием Йосси Тавора.
- 2014 – монодрама «Нежность» на основе произведений Р. Шумана, И. Брамса, С. Франка (постановка Народного артиста России Романа Виктюка, с участием Сати Спиваковой[16].
- 2016 – музыкальный спектакль «В джазе не бывает будней» с участием Егора Бероева.
- 2017 – балет «Нуреев» с участием Марии Александровой[17].
- 2017 – музыкально-драматический спектакль «Высокая вода венецианцев» по одноименному произведению Дины Рубиной[18][19].
- 2017 – музыкальная постановка «Суламифь» с участием Леонида Каневского.
- 2018 – «Жорж» музыкальный спектакль о жизни Шопена и Жорж Санд, с участием Артема Ткаченко.
- 2018 – музыкально-поэтическая программа «Набережная неисцелимых» по произведениям Иосифа Бродского с участием Вениамина Смехова.
- 2019 – музыкально-драматическая постановка «Шесть чувств» с участием Артема Ткаченко и Елены Ревич (скрипка).
- 2019 – «Гершвин-гала» на сцене Большого зала Московской консерватории[20].
- 2020 – фильм-концерт «Чайковский из дома».
- 2022 – «Золотые звуки Серебряного века» с Вениамином Смеховым.
- 2022 – фестиваль детских школ искусств в парке «Зарядье» для Департамента культуры Москвы (режиссёр-постановщик).

## Общественная деятельность
В 2016 году Басиния Шульман организовала концерт, посвященный 100-летию со дня рождения Эмиля Гилельса. В апреле 2019 года пианистка выступила организатором концерта, посвященного юбилею Джорджа Гершвина.
С 2017 года является членом Российского музыкального союза.
Совместно с актёром Леонидом Каневским Басиния Шульман является создателем литературно-музыкального образовательного проекта «Время великих — история через музыку». Первая постановка «Следствие одной пластинки» была подготовлена к юбилею легендарной советской пианистки Марии Юдиной и посвящена ее секретам, а также эпизоду ее отношений с Иосифом Сталиным.
В марте 2020 года пианистка запустила бесплатный музыкальный онлайн-проект. Каждый зритель может в прямом эфире посмотреть выступления мировых звёзд, а также организовала онлайн-концерт «Музыка против коронавируса» с участием музыкантов из пяти стран. Шульман стала первым российским академическим музыкантом, кто в самом начале карантина, вызванного пандемией COVID-19, инициировал и провёл онлайн-концерт в социальных сетях.
В 2022 году в качестве режиссёра-постановщика провела фестиваль детских школ искусств в парке «Зарядье» по заказу Департамента культуры Москвы.
Басиния Шульман является другом различных благотворительных фондов, таких как «Линия жизни», «Я есть», «МойМио». Пианистка участвует и организовывает концерты в благотворительных целях.

## Участник и гость радио- и телепередач
- Авторская программа «ЖЗЛ» (Жизнь ЗамечТательных Людей) на интернет-радиостанции «Медиаметрикс» (ведущая, совместно с Михаилом Довженко).
- Программа «Винил» на радиостанции «Эхо Москвы» (гость передачи)[30][31].
- «Сати. Нескучная классика» на телеканале «Культура» (гость передачи)[32].
- Рубрика «Худсовет» на телеканале «Культура» (гость передачи)[33].
- Программа «Действующие лица» на радиостанции «Культура» (гость передачи)[34].

## Дискография
Басиния Шульман записала более десятка компакт-дисков, среди них такие как: сольный альбом с концертами Вольфганга Амадея Моцарта и Мориса Равеля; сольный альбом «Русская миниатюра» с произведениями П. И. Чайковского, А. Н. Скрябина и С. В. Рахманинова; диск с музыкой современных австрийских композиторов Russian futurism. Также записала диск с камерной музыкой М. Ф. Гнесина Dolce vita с музыкой Эннио Морриконе и Роберто Молинелли (солист – Федерико Мондельчи (Италия, саксофон), дирижер – Константин Орбелян.
В 2012 году приняла участие в альбоме Red Sarafan совместно с Анной Азерниковой (Нидерланды, сопрано).
В апреле 2017 году в свет вышел тройной компакт-диск «Шопен». Диск выпустила фирма «Мелодия».

## Награды и премии
- 1990 – Международный конкурс пианистов Хосе Итурби (Валенсия, Испания), III премия.
- 1991 – Ragusa Ibla, (Рагуза, Италия), I и II премия.
- 2000 – Artlivre, (Сан-Пауло, Бразилия), I премия.
- 2018 – Благодарность Мэра Москвы за вклад в развитие культуры в Москве.
- 2022 – Благодарность Департамента культуры Москвы за фестиваль детских школ искусств в парке «Зарядье».
- 2025- Почетная грамота Департамента культуры Москвы за большой вклад в развитие культуры в г.Москва